# Molophilus (Molophilus) walkeri
Molophilus (Molophilus) walkeri is een tweevleugelige uit de familie steltmuggen (Limoniidae). De soort komt voor in het Neotropisch gebied.